# Hola y adiós (cuento de Ray Bradbury)
Hola y adiós (título original en inglés: Hail and Farewell) es un cuento del escritor estadounidense Ray Bradbury publicado originalmente en Today (Philadelphia Enquirer), el 29 de marzo de 1953.
Fue incluido en varias antologías de cuentos: Las doradas manzanas del sol (1953), The Vintage Bradbury	(1965), Twice 22 (1966), S is for Space (1966) y The Stories of Ray Bradbury	(1980).

## Argumento
Willie es un hombre de cuarenta y tres años que, sin embargo, su crecimiento se detuvo a los doce años. Con la apariencia de un muchacho, debe cambiar de residencia continuamente cuando la gente empieza a sospechar.

## Adaptación televisiva
El propio Bradbury adaptó el cuento para la serie de televisión The Ray Bradbury Theater. El episodio titulado Hail and Farewell, emitido el 30 de septiembre de 1989, fue dirigido por Allan Kroeker y estuvo protagonizado por Josh Saviano, Georgie Collins y Trevor McArthur.